# NHK三笠中継局
NHK三笠中継局（エヌエイチケイみかさちゅうけいきょく）は、北海道三笠市幾春別錦町にあるNHK札幌放送局のテレビ中継局である。ただ、三笠市内にはこの中継局のほかに、NHK札幌放送局と民放が併設されているミニサテライト局・三笠幌内中継局もある。

## 概要
- 当中継局は、三笠市幾春別錦町2丁目に置かれ、三笠市内などに電波を発射していた。
- 2011年（平成23年）7月24日をもってすべて廃止された。デジタルテレビ放送については、札幌送信所などを受信している。

## 中継局概要

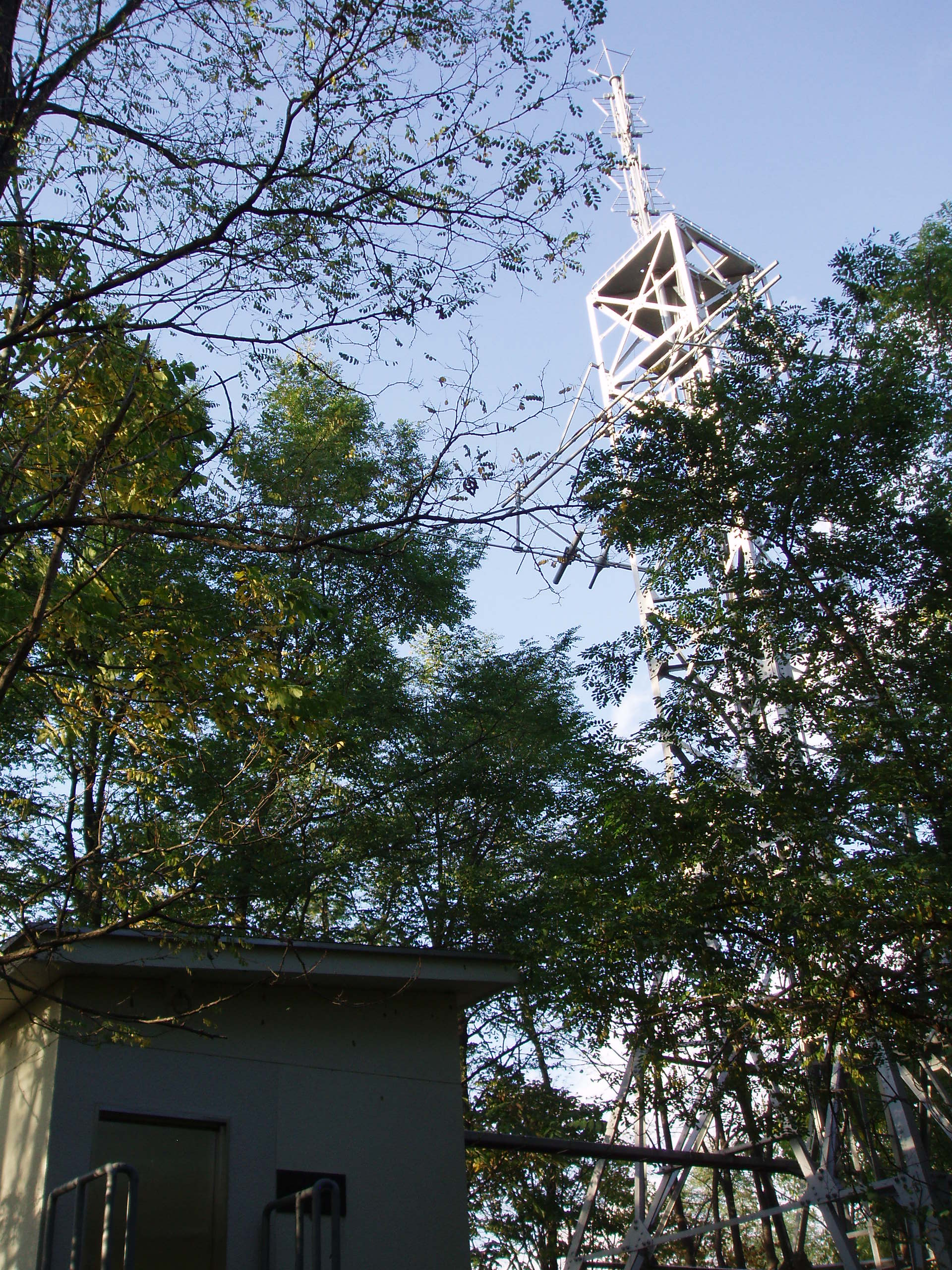
三笠中継局

| チャンネル | 放送局名     | 空中線 電力       | ERP                | 放送対象地域                                    | 放送区域 内世帯数 | 偏波面   |
| ---------- | ------------ | ----------------- | ------------------ | ----------------------------------------------- | ----------------- | -------- |
| 7          | NHK 札幌教育 | 映像10W/ 音声2.5W | 映像8.5W/ 音声2.1W | 全国                                            | 不明              | 水平偏波 |
| 9          | NHK 札幌総合 | 映像10W/ 音声2.5W | 映像8.1W/ 音声2W   | 石狩・空知（滝川市以南）・ 後志（黒松内町以外） | 不明              | 水平偏波 |